# Bosozoku
Bōsōzoku (暴走族, "gewelddadige rennende stam") is een Japanse subcultuur die geassocieerd wordt met motorclubs en bendes. Bōsōzoku kwamen voor het eerst voor in de jaren vijftig. De naam bōsōzoku werd pas in 1972 door de media aan deze subcultuur gegeven. Deze bendes waren gecentreerd in grote metropolen, zoals Osaka en Tokio. De eerste bōsōzoku stonden bekend als Kaminari-Zoku (雷族 "Lightning Tribes"). Bij de Japanse politie worden ze Maru-So (マル走) genoemd.
De meeste leden zijn jongeren onder de twintig jaar (de leeftijd waarop je volwassen bent in Japan). Tegenwoordig zijn er ook steeds meer vrouwelijke leden en zelfs volledig vrouwelijke bendes die evenveel respect krijgen van de andere bendes. Dit is voor het patriarchale Japan zeer merkwaardig.

## Stereotypes en karakterisering door media
Het stereotiepe bōsōzoku-uiterlijk wordt vaak afgebeeld in verschillende vormen van Japanse media zoals anime, manga en films. De typische outfit van een bōsōzokulid is meestal een uniform, bestaande uit een overall, zoals gedragen door arbeiders, met de broekpijpen in laarzen gestopt of een tokkō-fuku (特攻服), ook kamikaze kimono's genoemd. Dit is een soort militaire overjas die meestal volgeschreven staat met kanji. Tokkō-fuku, betekent "speciaal aanvalsuniform" en is het uniform dat de kamikazepiloten droegen. De uniformen zijn meestal versierd met militaire slogans, emblemen van de rijzende zon, oude Chinese karakters of zelfs manji. Ook zouden er veel vertalingen van westerse uitspraken, zoals born to be wild op staan.
Soms dragen ze ook tasuki, een koord of sjaal in een 'x' vorm gebonden rond de torso. Dit zou geïnspireerd zijn door de Japanse gevechtspiloten uit de Tweede Wereldoorlog. Ze dragen ook leren jassen, vaak met club- of bendelogo’s erop en zelfs volledige leren pakken worden geaccepteerd als bōsōzokulook. Ze dragen ook Hachimaki hachimaki, hoofdbanden die regelmatig bedrukt zijn met krijgsspreuken.
Zonnebrillen worden ook tot de outfit gerekend en hun haarstijl komt het meeste overeen met de greaser/rocker-look. De Punch perm is ook zeer populair. Deze haarstijlen zijn waarschijnlijk voor de associatie met de  Yakuza overgenomen. Het soort maskers dat chirurgen dragen, zijn ook typisch voor de bōsōzoku. Dit is waarschijnlijk om hun identiteit te verbergen.
Vrouwelijke leden hebben een soortgelijke stijl, maar vrouwelijker. Zij hebben lang en meestal geverfd haar, hoge hakken en uitbundige make-up.

### Invloed op popcultuur
De manga en anime Akira van Katsuhiro Ōtomo draait om een groep jongeren die gemeenschappelijke kenmerken met de bōsōzoku delen.
Het hoofdpersonage Eikichi Onizuka uit de bekende manga, anime en live-action drama Great Teacher Onizuka van Toru Fujisawa, is een voormalige bōsōzoku. In de prequels van deze serie Bad Company en Shonan Junai Gumi (湘南純愛組) gaat het over het leven van bōsōzokuleden.

### Reputatie en vooroordelen
Volgens de media zouden bōsōzoku poelen zijn voor de Yakuza om nieuwe leden te werven. Ook worden ze vaak in verband gebracht met beelden, zoals moord, diefstal, lijmsnuiven en verkrachting vanwege de berichtgeving van de media. Dit zou niet waar zijn, omdat er geen onderscheid wordt gemaakt tussen echte bōsōzoku en gewone motorbendes. De politie treedt tegenwoordig strenger op tegen de bendes, waardoor er steeds minder leden zijn.

## Bezigheden

### Bōsō driving
In het weekend komen de leden samen om daarna door de straten te rijden. Dit doen ze vaak op een zeer roekeloze manier, zoals door het verkeer zigzaggen, door rode lichten te rijden en zonder een helm te dragen. Dit doen ze voor de kick die ze krijgen door het gevaar. Ze amuseren zich door het spelen met de politie, voetgangers pesten en de aandacht van meisjes trekken. Dit wordt Bōsō driving genoemd. De voornaamste reden voor Bōsō driving is om een gevoel van inferioriteit en frustratie uit te lokken. Boso driving zou geen uitweg zijn van de druk, maar meer een uitlaatklep waardoor ze hun emoties en frustraties kunnen kwijtraken.

### Bōsōzokustijl
Bōsōzoku zijn ook motorclubs die zich bezighouden met het (vaak illegale) tunen van motorfietsen en auto's, zoals de uitlaat van de motor aanpassen zodat de motors oorverdovend veel lawaai maken. De modificaties zijn meestal heel vreemd en opvallend. De typische bōsōzokumotor is meestal een gewone Japanse motor, maar gecombineerd met elementen van de Amerikaanse chopperstijl en de zogenaamde Britse café racer. Zo verhogen ze bijvoorbeeld het stuur, zoals dat van een chopper en zetten ze enorme windschermen erop zoals de café racers. Het is meestal in heel schreeuwerige kleuren geverfd met motieven zoals vlammen of de rijzende zon (weer een verwijzing naar kamikazestijl). Stickers en vlaggen met het logo of de symbolen van de bendes zijn ook typisch.
Er zijn ook verschillen in stijlen per regio. Bijvoorbeeld de Ibaraki bōsōzoku staan bekend om hun motorfietsen aan te passen op een zeer flashy en kleurrijke manier. Ze hebben meestal drie of vier zeer grote uitlaten die op elkaar staan op een motor in felgeel of rood geverfd met kerstmisachtige verlichting. De auto’s hebben grote uitlaatpijpen, felle paintjobs en brede body kits.

### Shinai bōsō
Hun belangrijkste bezigheid is de Shinai-bōsō (市内暴走). Hierbij rijden ze met zeer hoge snelheden door drukke straten, terwijl ze proberen op te vallen bij de voorbijgangers en iedereen die in de buurt is. De groepsleider van de race is de sentōsha (先頭車-front vehicle). Dit is meestal de organisator van het evenement.
Als de politie hun race verstoort moet de sentōsha verantwoordelijkheid nemen en rijdt hij voorop aan de stoet. Hij bepaalt het tempo van de race en niemand mag hem passeren. Hij draagt ook de vlag van de groep. Tegelijkertijd leiden de rijders vooraan en aan de flanken het verkeer en de politie om, zodat de race kan doorgaan. Deze structuur is van levensbelang voor de bōsōzoku omdat ieder lid zijn eigen belang en zijn eigen belangrijke positie heeft.
Soms rijden ze ook zeer traag door de straten om het verkeer te belemmeren, maken ze zoveel mogelijk lawaai en zwaaien ze met de Japanse imperialistische vlag. Hierbij worden ze vaak door de politie achtervolgd, die toekijkt of er geen ongelukken gebeuren.

### Bendeactiviteit
Ze vechten ook vaak tegen andere bendes, met wapens zoals bokken, loden buizen, molotovcocktails, messen, zwaarden, honkbalknuppels etcetera. Ze trekken er nochtans niet op uit om te vechten, maar doen het voor de kick als het erop aankomt.

## Films over Bosozoku
- God Speed You! Black Emperor (1976), documentaire van Mitsuo Yanagimachi.